# LOVE, HOLIDAY.
〈LOVE, HOLIDAY.〉는 TOKIO의 49번째 싱글이다.

## 개요
전작 〈혼톤토코/Future〉로부터 약 반 년만의 싱글로, TOKIO 데뷔 20년째 돌입 후, 2번째 발매가 된다.
초회 한정반, 통상반의 2형태로의 발매된다.
초회 한정반에는 표제곡의 뮤직 비디오와 메이킹을 수록한 DVD가 부속한다.
전작과 마찬가지로, 모든 수록곡이 멤버에 의한 작사·작곡이다.
JRA의 CM 송으로 방송 중. 또, JRA 공식 YouTube 채널에서는 CM 영상이 공개되어 있어, 공식 사이트에는 가사도 게재되어 있다.

## 수록곡

### 초회 한정반
CD
1. LOVE, HOLIDAY.
작사·작곡·편곡: 나가세 토모야 / Horns Arrangement: KAM
  - JRA 60주년 기념 CM 송
2. LOVE, HOLIDAY. (Backing Track)

DVD
1. 〈LOVE, HOLIDAY.〉 Video Clip & Making

### 통상반
1. LOVE, HOLIDAY.
2. みあげれば / 올려다 보면
작사·작곡: 코쿠분 타이치 / 편곡: 나가세 토모야, KAM
3. フレーズ / 프레이즈
작사·작곡·편곡: 나가세 토모야 / Strings Arrangement: KAM
4. LOVE, HOLIDAY. (Backing Track)
5. みあげれば (Backing Track)
6. フレーズ (Backing Track)